# Camponotus tameri
Camponotus tameri är en myrart som beskrevs av Bolton 1995. Camponotus tameri ingår i släktet hästmyror, och familjen myror. Inga underarter finns listade.